# A Baña
A Baña è un comune spagnolo di 4 800 abitanti situato nella comunità autonoma della Galizia. Il suo territorio è attraversato dal fiume Tambre.